# Antoni (Fiałko)
Antoni, imię świeckie Wasyl Fiałko (ur. 2 października 1946 w Dułyćkim) – metropolita Ukraińskiego Kościoła Prawosławnego Patriarchatu Moskiewskiego.

## Życiorys
Ukończył technikum budowlane i studia w instytucie inżynieryjno-budowlanym w Woroneżu. Po kilku latach pracy w Kijowie jako inżynier budownictwa wstąpił do seminarium duchownego w Moskwie, a następnie ukończył wyższe studia teologiczne w Moskiewskiej Akademii Duchownej (tytuł kandydata nauk teologicznych uzyskał już jako biskup za pracę poświęconą św. Dymitrowi z Rostowa). W latach 1975–1978 służył w różnych parafiach eparchii kurskiej. 10 kwietnia 1979 złożył wieczyste śluby zakonne, przyjmując imię Antoni. Od 1978 do 1989 służył w eparchii winnickiej, od 1982 jako igumen, a następnie, od 1983, archimandryta.
W latach 1989–1991 był proboszczem parafii przy soborze Opieki Matki Bożej w Chmielnickim i dziekanem dekanatu chmielnickiego. W 1991 przeniesiony do eparchii charkowskiej jako proboszcz parafii Wniebowstąpienia Pańskiego w Złoczowie.
27 lipca 1992 miała miejsce jego chirotonia na biskupa perejasławsko-chmielnickiego, wikariusza eparchii kijowskiej. 22 czerwca 1993 został biskupem chmielnickim i szepetowskim; po siedmiu latach podniesiony do godności arcybiskupiej, zaś 31 marca 2007 – do godności metropolity. W związku z powstaniem samodzielnej eparchii szepetowskiej, wyodrębnionej z terytorium eparchii chmielnickiej, jego tytuł został zmieniony na metropolita chmielnicki i starokonstantynowski.
W kwietniu 2023 r. Święty Synod Ukraińskiego Kościoła Prawosławnego przeniósł go w stan spoczynku. Stało się to krótko po tym, gdy sobór Opieki Matki Bożej w Chmielnickim, z woli zebranych mieszkańców miasta, przeszedł w jurysdykcję Kościoła Prawosławnego Ukrainy. Z kolei to wydarzenie było reakcją to, że duchowni służący w świątyni pobili w cerkwi ukraińskiego żołnierza, który wszedł do soboru i pytał, ile osób ma jeszcze zginąć, by ludzie przestali uczęszczać do świątyni Patriarchatu Moskiewskiego. Metropolita Antoni wydał klucze od soboru, a podlegli mu duchowni opuścili świątynię. W czerwcu tego samego roku duchowny został mianowany biskupem pomocniczym eparchii kijowskiej z tytułem biskupa makarowskiego. 